# Закон Амоса Долбера

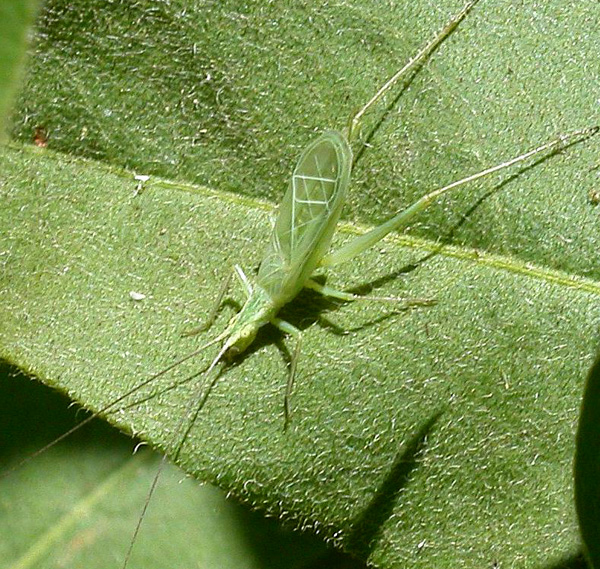
Древесный сверчок Oecanthus fultoni

Закон Долбера или Закон Амоса Долбера — эмпирический закон, который устанавливает взаимосвязь между температурой воздуха со скоростью стрекотания сверчков и позволяет определить температуру воздуха, если она находится между 5°C и 30°C. Он был сформулирован Амосом Долбером и опубликован в 1897 году в статье под названием «Сверчок как термометр». Долбер не уточнил вид сверчка, которого он наблюдал, но последующие исследователи предположили, что это снежный древесный сверчок Oecanthus fultoni. Стрекотание более распространенных полевых сверчков не так надежно коррелирует с температурой — скорость их стрекотания варьируется в зависимости от других факторов, таких как возраст и успех спаривания. Однако во многих случаях формула Долбера является достаточно близким приближением и для этого вида.
Долбер выразил взаимосвязь в виде следующей формулы, которая даёт способ оценить температуру TC в градусах Цельсия по количеству звуков в минуту N60:
{\displaystyle T_{C}=10+\left({\frac {5*\left(N_{60}-40\right)}{36}}\right).}
Эта формула верна с точностью до градуса или около того применительно к стрекотанию полевого сверчка. Упрощенный метод для градусов Цельсия состоит в том, чтобы подсчитать количество стрёкотов за 8 секунд (N8) и добавить 5:
{\displaystyle \,T_{C}=5+N_{8}}
Приведенные выше формулы выражены целыми числами, но они дают только приблизительное значение температуры окружающего воздуха.